# انرژی خورشیدی در برزیل

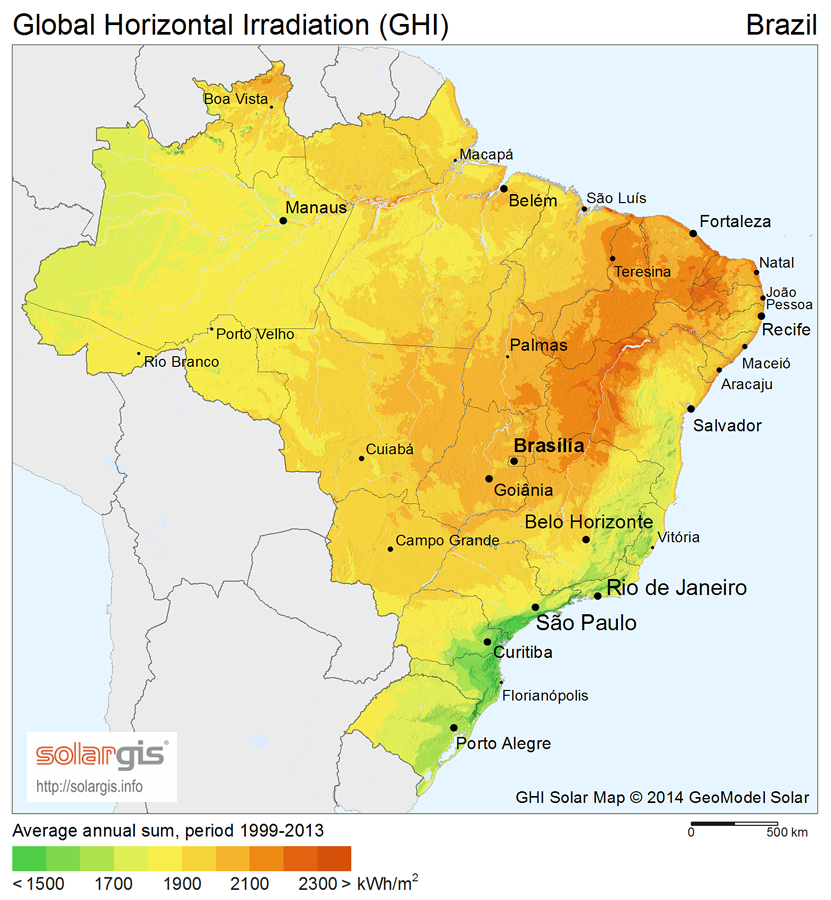
پتانسیل خورشیدی برزیل

در اکتبر ۲۰۲۳، کل تأسیسات انرژی خورشیدی نصب شده در برزیل حدود ۳۴٫۲ گیگاوات برآورد شد که حدود ۱۵٫۶ درصد از سبد تولید برق این کشور را تشکیل می‌دهد. در سال ۲۰۲۲، برزیل هشتمین کشور جهان از نظر ظرفیت نصب شده انرژی خورشیدی (۲۴٫۰۷۹ گیگاوات) بود.
برزیل انتظار دارد که در سال ۲۰۲۴، یک میلیون و دویست هزار سامانه تولید برق خورشیدی داشته باشد انرژی خورشیدی در برزیل دارای پتانسیل بالایی است به طوری که این کشور یکی از بالاترین سطوح تابش خورشیدی جهان را با ۴٫۲۵ تا ۶٫۵ ساعت آفتاب در روز دارد. از سال ۲۰۱۹، برزیل حدود ۴۵ درصد از انرژی مصرفی یا ۸۳ درصد از برق مورد نیاز خود را از منابع تجدیدپذیر تولید می‌کرد. به عنوان مثال، ۶۰ درصد از برق تولیدی برزیل از نیروگاه‌های آبی تجدیدپذیر تأمین می‌شود. با این حال، برای پاسخگویی به نیازهای انرژی در کل کشور و برای تنوع بخشیدن به سبد انرژی آن، سایر منابع انرژی تجدیدپذیر مانند انرژی خورشیدی در حال توسعه و گسترش هستند.

## تاریخچه

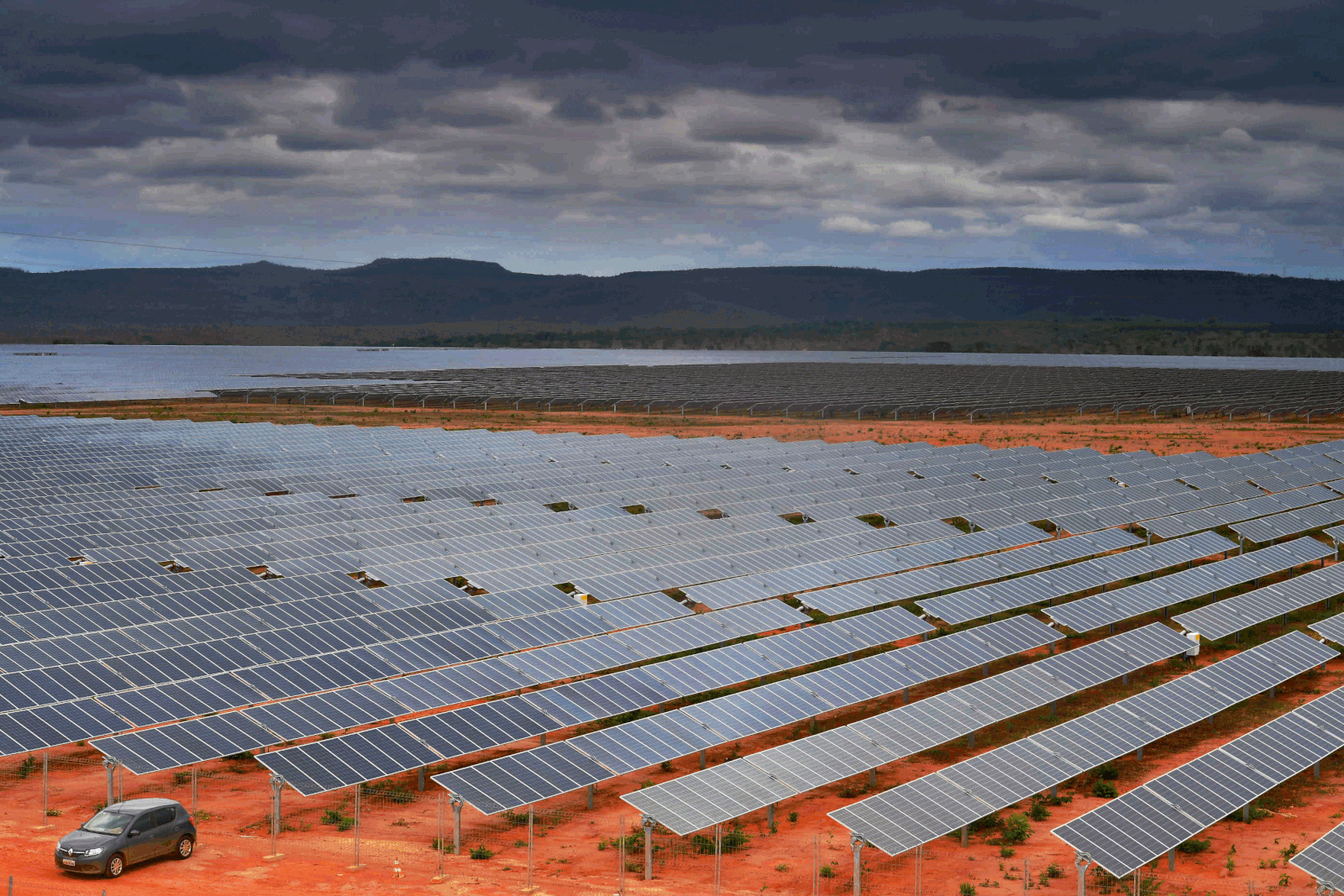
مجتمه خورشیدی پیراپورا، یکی از بزرگ‌ترین تأسیسات خورشیدی در برزیل و آمریکای لاتین، با ظرفیت ۳۲۱ مگاوات.

در سال ۲۰۱۶، کارخانه ای با ظرفیت تولید ۴۰۰ مگاوات پنل خورشیدی در سال، در سوروکابا در سائوپائولو اففتاح شد که به شرکت کانادین سولار تعلق دارد. طرحی برای ساخت یک کارخانه تولید پنل‌های خورشیدی در ریو گراند شمالی توسط سازنده چینی چینت (Chint) در سال ۲۰۱۷ اعلام شد.
در سال ۲۰۲۰، شرکت لونگی (LONGi) قرارداد همکاری برای ۹۰۸ مگاوات ماژول‌های خورشیدی در برزیل را امضا کرد.
در سال ۲۰۱۷، افتتاح سه مزرعه خورشیدی بزرگ در برزیل، وضعیت تولید انرژی خورشیدی را در این کشور تغییر داد. این سه مزرعه شامل ۲۹۲ مگاوات به نام نووا اولیندا واقع در ریبیرا، دو پیائوی، ۲۵۴ مگاوات به نام ایتووراوا در تابوکاس، باهیا و ۱۵۸ مگاوات به نام پارک خورشیدی لاپا واقع در بوم، باهیا در میان بزرگ‌ترین تأسیسات خورشیدی جهان قرار گرفت.
ظرفیت کل این سه نیروگاه در سال شروع به ساخت (۲۰۱۵)، بیش از ده برابر کل ظرفیت نصب شده در کل کشور بوده است.

## رشد سریع
در سال ۲۰۲۱، تعدادی از شرکت‌های فتوولتائیک و تأمین مالی کار خود را در برزیل گسترش دادند. شرکت‌هایی مانند ترینا سولار، ابسولار، اینسول، الکساندریا، اولوئا انرژیا رشد قابل توجهی داشته‌اند. علاوه بر این، شرکت‌های انرژی سنتی مانند شل و اکوینور نروژ شروع به همکاری کردند.
آلوارو گارسیا-مالتراس، معاون رئیس شرکت ترینا سولار در منطقه کارائیب و آمریکای لاتین، در بیانیه‌ای اظهار داشت: «زمانی که ما وارد این کشور شدیم، بازار نسبتاً کوچک بود و اکنون یکی از بزرگ‌ترین بازارهای جهان محسوب می‌شود.»
شرکت اولوآ انرژیا اولین دور تأمین مالی خود را به مبلغ ۱۲۳ میلیون رئال برزیل (معادل ۲۲ میلیون دلار آمریکا) از طریق گواهی دریافتی املاک و مستغلات با برچسب سبز به پایان رساند. این منابع مالی توسط شرکت برای ساخت نیروگاه‌های فتوولتائیک جدید در کشور تا می ۲۰۲۲ با تمرکز بر بازار تولید توزیع‌شده مشترک (DG) استفاده شد.
تا می ۲۰۲۲، ظرفیت کل نصب‌شده انرژی خورشیدی فتوولتائیک ۱۵٫۱۸ گیگاوات بود که شامل ۱۰ گیگاوات انرژی خورشیدی توزیع‌شده (که در این میان میناس ژرایس با ۱٫۷۳ گیگاوات، سائوپائولو با ۱٫۲۹ گیگاوات و ریوگرانده دو سول با ۱٫۱۷ گیگاوات از این مجموع متمایز بودند) و ۵٫۱۸ گیگاوات در نیروگاه‌های خورشیدی متمرکز (که در این بخش بایا با ۱۳۵۴ مگاوات، پیائویی با ۱۲۰۵ مگاوات، میناس ژرایس با ۷۳۰ مگاوات، سائوپائولو با ۵۸۸ مگاوات و سیارا با ۴۹۹ مگاوات برجسته بودند) می‌شد.

## ظرفیت نصب شده
| سال        | ظرفیت PV نصب شده |
| ---------- | ---------------- |
| مگاوات     |                  |
| ۲۰۱۳       | ۸                |
| ۲۰۱۴       | ۲۰               |
| ۲۰۱۵       | ۴۱               |
| ۲۰۱۶       | ۱۴۸              |
| ۲۰۱۷       | ۱۲۹۶             |
| ۲۰۱۸       | ۲٬۴۷۰            |
| ۲۰۱۹       | ۴۶۱۵             |
| ۲۰۲۰       | ۷۸۸۱             |
| ۲۰۲۱       | ۱۳٬۰۵۵           |
| ۲۰۲۲       | ۲۴٬۰۷۹           |
| ۲۰۲۳       | ۳۷٬۶۴۷           |
| ۲۰۲۴       | ۵۰٬۶۷۵           |
| فوریه ۲۰۲۵ | ۵۳٬۹۹۸           |